# Светско првенство у пливању 2019 — 4×100 м слободно микс
Такмичење у пливању у дисциплини 4×100 м слободно у миксу на Светском првенству у пливању 2019. одржано је 27. јула (квалификације и финале) као део програма Светског првенства у воденим спортовима. Трке су се одржавале у базену Универзитетског спортског центра Намбу у јужнокорејском граду Квангџуу.
За трке у овој дисциплини биле су пријављено укупно 38 штафета, а полуфиналне и финалну трку пливало је укупно 144 пливача.
Титулу светског првака освојили су репрезентативци Сједињених Држава за које су у финалу пливали Кајлеб Дресел, Зак Епл, Малори Комерфорд и Симон Мануел. Амерички резултат од 3:19,40 минута испливан у финалу, био је уједно и нови светски рекорд у овој дисциплини. Сребрну медаљу освојила је штафета Аустралије, док је бронза припала штафети Француске.

## Освајачи медаља
| | Резултат   | | Резултат      | | Резултат |
| |            | |               | |          |
| Сједињене Државе · Кајлеб Дресел · Зак Епл · Малори Комерфорд · Симон Мануел · Блејк Пјерони · Нејтан Ејдријан · Кејти Макло · Аби Вајцел | 3:28,10 СР | Аустралија · Кајл Чалмерс · Клајд Луис · Ема Макион · Бронте Кемпбел · Камерон Макивој · Александар Грем · Брајана Тросел · Медисон Вилсон · | 3:28,45 KР НР | Француска · Клемон Мињон · Мехди Метела · Шарлот Боне · Мари Вател · Максим Грусо · Берил Гасталдело · | 3:28,81  |

## Званични рекорди
Пре почетка такмичења званични свестки рекорд и рекорд шампионата у овој дисциплини су били следећи:
| Рекорд                         | Име              | Резултат | Место                 | Датум         |
| ------------------------------ | ---------------- | -------- | --------------------- | ------------- |
| Светски рекорд СР              | Сједињене Државе | 3:19,60  | Будимпешта (Мађарска) | 29. јул 2017. |
| Рекорд светских првенстава РПр | Сједињене Државе | 3:19,60  | Будимпешта (Мађарска) | 29. јул 2017. |

Током такмичења постављен је нови светски рекорд у овој дисциплини:
| Датум   | Трка   | Репрезентација   | Резултат | Рекорд |
| ------- | ------ | ---------------- | -------- | ------ |
| 27. јул | финале | Сједињене Државе | 3:19,40  | СР РПр |

## Резултати квалификација
За такмичење у тркама на 4×100 м слободно микс било је пријављено 38 штафета из исто толико земаља, а у свим тркама учестовало је укупно 144 пливача. Квалификационе трке одржане су 27. јула у јутарњем делу програма, са почетком од 10:53 по локалном времену, пливало се у четири квалификационе групе, а пласман у финале остварило је 8 штафета са најбољим резултатима квалификација.
| Пл. | Група | Стаза | Репрезентација     | Такмичари | Време            | Нап.             |
| --- | ----- | ----- | ------------------ | --- | ---------------- | ---------------- |
| 1.  | 3     | 0     | Сједињене Државе   | Блејк Пјерони (48,15) Нејтан Ејдријан (47,67) Кејти Макло (53,96) Аби Вајцел (52,92)                                 | 3:22,70          | КВ               |
| 2.  | 4     | 2     | Аустралија         | Камерон Макивој (48,69) Александар Грем (48,40) Брајана Тросел (53,46) Медисон Вилсон (53,22)                        | 3:23,77          | КВ               |
| 3.  | 3     | 1     | Канада             | Маркус Тормајер (48,98) Јури Кисил (48,25) Кајла Санчез (53,10) Маги Макнил (53,76)                                  | 3:24,09          | КВ               |
| 4.  | 4     | 4     | Француска          | Клемон Мињон (48,33) Максим Грусо (48,61) Шарлот Боне (53,39) Берил Гасталдело (53.94)                               | 3:24.27          | КВ               |
| 5.  | 3     | 5     | Италија            | Мануел Фриго (48.75) Алесандро Миреси (48.39) Иларија Бјанки (54.80) Федерика Пелегрини (53,12)                      | 3:25,06          | КВ               |
| 6.  | 4     | 5     | Русија             | Михаил Вековишчев (48,68) Иван Гирјов (48,72) Дарија Устинова (53,87) Вероника Андрусенко (54,11)                    | 3:25,38          | КВ               |
| 7.  | 3     | 2     | Јапан              | Кацухиро Мацумото (48,78) Кацуми Накамура (48,21) Томоми Аоки (54,52) Аја Сато (53,90)                               | 3:25,41          | КВ               |
| 8.  | 3     | 4     | Холандија          | Кајл Столк (49,17) Јесе Путс (48,56) Кира Таусајнт (54,99) Мауд ван дер Мер (54,57)                                  | 3:27,29          | КВ               |
| 9.  | 4     | 3     | Немачка            | Јоша Салхов (49,50) Криштоф Филдебрант (48,60) Изабел Мари Гозе (55,16) Јулија Мрозински (54,11)                     | 3:27,37          |                  |
| 10. | 3     | 3     | Пољска             | Јакуб Краска (49,24) Јан Холуб (49,37) Катажина Вилк (53,93) Александра Поланска (55,09)                             | 3:27,63          | НР               |
| 11. | 2     | 1     | Швајцарска         | Роман Митјуков (50,00) Антонио Ђаковић (49,12) Марија Уголкова (54,14) Ноеми Жирард (55,88)                          | 3:29,14          | НР               |
| 12. | 4     | 8     | Сингапур           | Дарен Чуа Ји Шоу (49,97) Џонатан Тан Еу Ђин (49,65) Шерлин Јеох (55,13) Ђуе Ђинг Вен (55,51)                         | 3:30,26          |                  |
| 13. | 4     | 0     | Јужна Кореја       | Јанг Џехун (49,60) Ли Куна (55,83) Џанг Соун (55,32) Парк Санкван (50,45)                                            | 3:31,20          | НР               |
| 14. | 4     | 7     | Турска             | Јалим Аџимиш (50,60) Хусејин Емре Сакчи (48,92) Селен Озбилен (56,05) Викторија Зејнеп Гунеш (55,81)                 | 3:31,38          |                  |
| 15. | 3     | 6     | Кина               | Ју Хесин (50,53) Цао Ђивен (48,82) Ванг Ђингџуо (55,26) Ву Ђингфенг (57,11)                                          | 3:31,72          |                  |
| 16. | 3     | 8     | Хонгконг           | Николас Лим (51,99) Ијан Хо Јентоу (49,53) Там Хој Лам (56,24) Камил Ченг (54,79)                                    | 3:32,55          | НР               |
| 17. | 3     | 7     | Јужна Африка       | Кристофер Рид (50,81) Рајан Кеце (50,64) Ема Челијус (55,14) Тајла Лавмор (56,30)                                    | 3:32,89          |                  |
| 18. | 1     | 6     | Луксембург         | Жилијен Енкс (51,30) Рафаел Стакјоти (49,82) Жили Мејнен (55,22) Моник Оливје (57,21)                                | 3:33,55          | НР               |
| 19. | 1     | 8     | Филипини           | Лук Геби (50,01) Николе Олива (56,64) Џејмс Дејпарин (54,35) Ремеди Рул (56,14)                                      | 3:37,14          | НР               |
| 20. | 4     | 1     | Летонија           | Гиртс Фелдбергс (51,91) Данилс Бобровс (52,45) Кристина Стејна (56,52) Јева Маљука (56,78)                           | 3:37,66          | НР               |
| 21. | 2     | 8     | Кинески Тајпеј     | Ванг Јуљен (50,71) Ан Тингјао (50,72) Хуанг Мејчиен (57,58) Лин Пејвун (1:02,09)                                     | 3:41,10          |                  |
| 22. | 1     | 5     | Јерменија          | Артур Барсегјан (51,32) Вахан Мхитарјан (52,66) Ани Погосјан (59,04) варсеник Манучарјан (1:01,05)                   | 3:44,07          |                  |
| 23. | 3     | 9     | Сенегал            | Стеван Емабл (51,72) Абдул Нијане (51,55) Софија Дијањ (1:01,38) Жана Бутбијен (59,56)                               | 3:44,21          |                  |
| 24. | 2     | 9     | Кајманска Острва   | Брет Фрејжер (50,18) Џордан Крукс (51,90) Раја Ембери Браун (1:02,72) Лорин Хив (59,74)                              | 3:44,54          |                  |
| 25. | 4     | 9     | Кенија             | Иса Мохамед (53,44) Марија Брунленер (58,88) Емили Мутети (1:00,64) Данило Росафио (53,69)                           | 3:46,65          |                  |
| 26. | 1     | 4     | Сејшели            | Фелисити Пасон (57,06) Симон Башман (54,17) Алија Палестрини (1:01,75) Самуеле Роси (55,00)                          | 3:47,98          |                  |
| 27. | 1     | 7     | Јордан             | Кадир Бакла (49,09) Амро ел Вир (55,31) Лидја ел Сафади (1:03,54) Талита Бакла (1:00,41)                             | 3:48,35          |                  |
| 28. | 1     | 2     | Монголија          | Мјагмарин Делгерку (53,68) Занданбал Гунсеноров (55,10) Енхзул Хујагбатар (1:03,61) Енхуслен Батбајар (58,60)        | 3:50,99          |                  |
| 29. | 2     | 4     | Ангола             | Катарина Соуса (59,11) Данијел Франсиско (53,78) Лија Ана Лима (1:03,51) Салвадор Гордо (54,69)                      | 3:51,09          |                  |
| 30. | 2     | 3     | Папуа Нова Гвинеја | Самјуел Сегерс (52,84) Џорџија Ли Веле (1:02,29) Џудит Мири (1:03,66) Рајан Маскелајн (54,67)                        | 3:53,46          |                  |
| 31. | 2     | 5     | Уганда             | Атухаире Амбала (54,99) Селина Катумба (1:04,19) Тендо Мукалази (56,55) Авис Меја (1:04,36)                          | 4:00,09          | НР               |
| 32. | 2     | 2     | Мадагаскар         | Тијана Рабаријаона (1:00,5) Херинијаво Расолоњатово (55,56) Жонатан Рарвел (1:00,17) Идеали Тендринавалона (1:05,88) | 4:02,46          |                  |
| 33. | 1     | 3     | Микронезија        | Таси Лимтијако (54,53) Марџи Винтер (1:07,33) Тијана Адамс (1:09,81) Калео Кихленг (56,30)                           | 4:07,97          |                  |
| 34. | 2     | 0     | Тонга              | Финау Охуафи (56,67) Ноелани Деј (1:06,50) Чариса Пануве (1:08,37) Амини Фонуа (56,65)                               | 4:08,19          |                  |
| 35. | 2     | 7     | Малдиви            | Али Иман (1:01,84) Ајсат Саусан (1:11,87) Саџина Ајшат (1:13,12) Мубал Азам Ибрахим (59,08)                          | 4:25,91          | НР               |
| 36  | 4     | 6     | Израел             | Томер Франкел (50,11) Мејрон Черути Анастасија Горбенко Андреа Мурез                                                 | Дисквалификовани | Дисквалификовани |
| 36  | 1     | 1     | Нигерија           | Ифеакачуку Нмор Чинело Ијади Абиола Огунбанво Јелоу Јеја                                                             | Нису наступили   | Нису наступили   |
| 36  | 2     | 6     | Панама             | | Нису наступили   | Нису наступили   |

## Финале
Финална трка је пливана 27. јула са почетком од 21:47 часова по локалном времену.
| Пл. | Стаза | Репрезентација   | Такмичари                                                                                         | Време   | Нап.  |
| --- | ----- | ---------------- | ------------------------------------------------------------------------------------------------- | ------- | ----- |
|     | 4     | Сједињене Државе | Кајлеб Дресел (47,34) Зак Епл (47,34) Малори Комерфорд (52,72) Симон Мануел (52,00)               | 3:19,40 | СР    |
| 2   | 5     | Аустралија       | Кајл Чалмерс (47,37) Клајд Луис (48,18) Ема Макион (52,06) Бронте Кемпбел (52,36)                 | 3:19,97 | KР НР |
| 3   | 6     | Француска        | Клемон Мињон (48,44) Мехди Метела (47,78) Шарлот Боне (52,87) Мари Вател (53,02)                  | 3:22,11 |       |
| 4.  | 3     | Канада           | Маркус Тормајер (48,84) Јури Кисил (48,58) Тејлор Рак (53,12) Пени Олексијак (52,00)              | 3:22,54 | НР    |
| 5.  | 7     | Русија           | Владислав Грињов (48,42) Владимир Морозов (47,31) Марија Камењева (52,95) Дарија Устинова (54,04) | 3:22,72 | НР    |
| 6.  | 8     | Холандија        | Кајл Столк (48,97) Јесе Путс (47,84) Фемке Хемскерк (52,81) Раноми Кромовиђојо (53,86)            | 3:23,48 |       |
| 7.  | 1     | Јапан            | Кацуми Накамура (48,49) Кацухиро Мацумото (47,99) Рика Омото (54,36) Аја Сато (53,83)             | 3:24,67 | НР KР |
| 8.  | 2     | Италија          | Мануел Фриго (48,80) Алесандро Миреси (48.,27) Иларија Бјанки (54,81) Федерика Пелегрини (53,70)  | 3:25,58 |       |